# 沙班·塞迪乌
沙班·塞迪乌（1959年5月6日—），北马其顿男子摔跤运动员。他曾代表南斯拉夫参加1976年、1980年、1984年和1988年夏季奥林匹克运动会摔跤比赛，获得二枚铜牌。